# Dora Davis
Dora Davis (Buenos Aires, Argentina; 6 de septiembre de 1906 - Ibídem 13 de enero de 1980) fue una reconocida cancionista, compositora y autora de tango argentina.

## Biografía
Dorita Davis nació en el barrio de Montserrat, ciudad de Buenos Aires. Sólo cursó estudios primarios y ya muchacha tuvo empleos en un par de oficinas comerciales.
Luego se mudó con su familia a la calle Ayacucho casi avenida Las Heras.
Era el año 1929, la hermana de su esposo decidió presentarse para una prueba como recitadora en la emisora LS4 Telefunken Service, y le pidió que la acompañara. Luego de escuchar a la cuñada le preguntaron a ella cual era su habilidad artística. Sin mosquearse se puso a cantar. Como suele suceder, la primera no tuvo suerte y a Emma le ofrecieron cuarenta pesos mensuales para presentarse cuatro veces por semana.

## Carrera
Debutó artísticamente en la década del '30. Fue una gran figura de la época dorada del tango y de la cinematografía argentina. Esta prestigiosa y eximia cantante supo ganarse la admiración y la estima de miles de oyentes con sus delicados temas. Según Enrique Santos Discépolo "Tenía voz de pájaro, de pájaro alegre sin dejos arrabaleros ni pujos dramáticos".
Se relacionó con Francisco Mastandrea, uno de los creadores del radioteatro, conductor de elencos que representaban obras de tono gauchesco. En ese momento, este señor tenía en Radio Belgrano el programa Una hora en la pampa, que se hacía sin libreto. Cada artista improvisaba lo suyo, entonces pudo entrar gracias también a la ayuda del director Jaime Yankelevich (a pesar de que no le caía bien). 
Grabó con el cantor Príncipe Azul y con la orquesta de Roberto Firpo. En 1939, hizo su única interpretación como solista para la Orquesta Típica Victor es la del pasodoble Te quiero. Con Rosita Quiroga formó un popular dúo musical femenino. Y actuó con "Compañía juvenil de Angelina Pagano".
Trabajó con otros importantes cantantes radiofónicos como Tita Merello, Agustín Magaldi, Azucena Maizani, Tania, Fanny Loy, Olinda Bozán, Nelly Omar, Mercedes Simone e Ignacio Corsini.
Trabajó durante años en Radio Argentina, por donde desfilaron también famosos como  Carmen Idal, Fedora Cabral, Oscar Alonso, Héctor Palacios, Roberto Flores y la orquesta de Miguel Padula. También estuvo en largo tiempo en Radio Nacional.
En cine actuó en las películas como Ídolos de la radio  en  1934, y El alma del bandoneón en 1935, esta última junto a Libertad Lamarque, Santiago Arrieta y Héctor Calcagno.
En teatro trabajó en el Teatro Maipo junto a la actriz y vedette Gloria Guzmán. Trabajó para la "Compañía Teatral Vittone-Pomar-María Esther Podestá".
Se retiró hacia 1946 y fue una de las tres primeras en realizar pruebas de televisión con los equipos iniciales en Argentina, apareciendo junto a las grandes Eva Perón e Iris Marga.
Reapareció en 1972 en un reportaje que le hizo la conductora Pinky.

### Discografía
- Primer beso
- Rayito de sol
- Llevame en tus alas
- La carreta
- Mi refugio
- Amor y celo
- Rosa en pena
- La curiosa, con Adolfo Carabelli
- Justicia baturra
- Canción de amor a dúo con Carlos Lafuente
- Celosa
- Te quiero
- Titina
- Pensando en ti
- Yo tan sólo veinte años tenía
- Barrio reo
- Vida mía
- Quiero verte una vez más
- Pregonera
- Tu olvido
- Lo han visto con otra
- Milonga del aguate
- Tu vieja ventana
- Muchacho
- Bien criolla y bien porteña
- Puentecito de mi río